# Farooq Abdullah
Farooq Abdullah, född den 21 oktober 1937, är son till Shejk Muhammed Abdullah och tidigare chefsminister (Chief Minister) i den indiska delstaten Jammu och Kashmir.
Farooq Abdullahs inställning i den stora frågan om Kashmirs framtid har varit den att han strävat efter autonomi för området, men inom Indien och på grundval av den indiska grundlagen (Constitution of India), och med den hävdvunna demarkationslinjen (Line of Control) mot Pakistan som den framtida erkända gränsen mellan länderna.
I egenskap av son till shejk Abdullah, om än en politisk novis, inträdde Farooq Abdullah i den kashmiriska politiken när han 21 augusti 1981 i Srinagar valdes till partiledare för Jammu & Kashmir National Conference. Han blev också delstatens premiärminister, för att 1984 ersättas av en regering stödd av Kongresspartiet.
Trots ett rykte om att vara playboy och anklagelser om korruption och valfusk kunde Farooq Abdullah återvända till delstatsregeringen i valen. Denna gång lyckades han bygga en koalition med Kongresspartiet. Till följd av växande gerillaaktivitet från separatistiska och islamistiska grupper tvingades han avgå 1989, och Kashmir sattes under presidentstyre. 1996 kunde regional demokrati framgångsrikt återinföras, och Farooq återkom i regeringsställning, denna gång med stöd av militanta All Jammu & Kashmir Patriotic Peoples Front. Han allierade sig på det federala planet nu med BJP och hans son och politiske arvinge Omar Abdullah fick en ministerpost i Indiens regering.